# Дзюблик Ірина Володимирівна
Дзюблик Ірина Володимирівна (нар. 23 січня 1952) — український медик, науковиця, професорка, фахівиня у галузі медичної вірусології з проблем вірусних гастроентеритів, респіраторних вірусних інфекцій, ВІЛ-інфекції/СНІДу, хіміотерапії та хіміопрофілактики вірусних інфекцій. Завідувачка кафедри вірусології НМАПО імені П. Л. Шупика.

## Життєпис
І. В. Дзюблик народилася 23 січня 1952 р. в Києві в родині службовців.
1971 р. вступила до Київського медичного інституту імені О. О. Богомольця на санітарно-гігієнічний факультет.
1977 р. після закінчення інституту з відзнакою продовжила навчання в очній аспірантурі при Науково-дослідному інституті інфекційних хвороб МОЗ СРСР (науковий керівник — професор А. Ф. Фролов).
1981 p. захистила кандидатську дисертацію на тему «Интерферон при гриппозной инфекции и влияние некоторых факторов на его образование». 1994 р. захистила докторську дисертацію на тему «Патогенетичні механізми продуктивної ротавірусної інфекції та вдосконалення методів її лабораторної діагностики» (науковий консультант — професор В. М. Гирін).

## Лікувальна і наукова діяльність
Працювала молодшою науковою співробітницею лабораторії загальної вірусології НДІ епідеміології та інфекційних хвороб імені Л. В. Громашевського.
2002 р. до тепер  — завідувачка кафедри вірусології НМАПО імені П. Л. Шупика.
1998 — 2002 р.  — Вчена секретарка НМАПО ім. П. Л.  Шупика.
Розробила низку методик та методичних підходів, серед яких:
- сучасні методи виділення, очищення і концентрування рота- і ентеровірусів з використанням бентоніту, аміноетокси-аеро-силу-2, гідрогелю метилкремнієвої кислоти;
- експериментальна модель ротавірусної інфекції на поросятах-гнотобіотах; біотехнологія культивування субстрат-залежних культур клітин людини і тварин в насадковій системі;
- спосіб синхронізації клітин в культурі в G1фазі клітинного циклу з використанням макромолекулярних комплексів двовалентної платини;
- математична модель динаміки захворюваності на ротавірусну інфекцію в Україні;
- математична модель для прогнозування профілактичної ефективності ротавірусних вакцин;
- метод автоматизованої обробки і аналізу цифрових зображень субстратзалежних клітинних систем;
- метод виділення і культивування бокавірусу людини у культурі клітин з наступною молекулярно-генетичною ідентифікацією збудника.

Розробила інактивовану вакцину для специфічної профілактики ротавірусного гастроентериту з підвищеною імуногенністю.
Авторка 423 наукових публікацій, 20 підручників та навчальних посібників для студентів та лікарів, 1 монографії, 18 методичних рекомендацій.
Науково-практичні розробки захищені 12 авторськими свідоцтвами та патентами на винахід.
Дзюблик є експерткою з питань вірусних імунобіологічних препаратів, з 2009 р. офіційна експертка Clinical Research Foundation EEU з питань вірусології та інфекційних захворювань, член Американського товариства мікробіологів (American society for microbiology), член Асоціації хіміотерапевтів України, Асоціації забезпечення якості лабораторної медицини, член Національного сертифіка¬ційного комітету з поліомієліту, Національного сертифікаційного комітету з кору та червінки.

## Патенти
Дзюблик має 12 авторських свідоцтв і патентів на винаходи.
1. Среда покрытия для выявления вирусов по бляшкообразованию (А. С.№ 1694641, СССР, 29.09.1988);
2. способ приготовления пленки-подложки для электронной микроскопи(А. С.№ 1718004, СССР, 02.01.1990);
3. питательная среда для репродукции вирусов в культуре клеток (А.С .№ 1830943, СССР, 31.07.1989);
4. вакцина ротавірусна інактивована для імунізації тварин (Патент № 24024, Україна, МПК6, А61К 39/15-Бюл. Промислова власність України.-1998.-№ 4.-31.08.98.)
5. спосіб синхронізації клітин у G1-фазі клітинного циклу (Патент № 24026, Україна, МПК6, С12N 5/02; C12N5/00 — Бюл. Промислова власність України.-1998.-№ 4.-31.08.98.);
6. спосіб культивування поверхнево залежних культур клітин тварин і людини (Деклараційний патент на винахід № 69107, Україна, МПК8, C12N5/00. Бюл. Промислова власнність України, № 8, 16.08.2004 р.);
7. спосіб концентрації вірусів із рідких середовищ (Патент України № 83942 на винаходи. Зареєстрований в державному реєстрі патентів України на винаходи від 26.08.2008 р.);
8. комп'ютерна програма «Аналіз цифрових мікроскопічних зображені субстратзалежних клітинних систем in vitro» (Свідоцтво про реєстрацію авторського права на твір № 67123.- К.: Державний департамент інтелектуальної власності України.-Дата реєстрації: 10.08.2016.).

## Учні та учениці
- Ковалюк Олена Володимирівна «Інтерфероногенні властивості ротавірусів та стан системи інтерферону у новонароджених дітей при ротавірусній інфекції» на здобуття наукового ступеня к.м.н. за фахом 03.00.06 — вірусологія (2004).
- Обертинська Оксана Володимирівна «Поширення ротавірусів на території України та удосконалення методичних підходів до їх визначення у водних об'єктах довкілля» на здобуття наукового ступеня к.м.н. за фахом 03.00.06-вірусологія (2010).
- Костенко Олег Олександрович «Удосконалення лабораторної діагностики та профілактики ротавірусної інфекції у новонароджених» на здобуття наукового ступеня к.м.н. за фахом 03.00.06.-вірусологія (2011).
- Соловйов Сергій Олександрович «Математичні моделі прогнозування ефективності ротавірусних вакцин» (2012).

## Перелік ключових публікацій
1. Ротавірусна інфекція (Навчальний посібник, 2004).
2. Хіміотерапія вірусних інфекцій (Навчальний посібник, 2004).
3. Парентеральні вірусні гепатити (Навчальний посібник, 2005).
4. Грип та його вакцинопрофілактика (Навчальний посібник, 2005).
5. Базові питання добровільного консультування і тестування на ВІЛ-інфекцію (Навчальний посібник, 2007).
6. Медична мікробіологія, вірусологія імунологія (Підручник, 2010).
7. Діагностика, лікування та профілактика грипу (2011).
8. Полімеразна ланцюгова реакція в лабораторній діагностиці інфекційних хвороб (Навчально-методичний посібник,2012).
9. Медицинская микробиология, вирусология, иммунология. (Учебник, 2015).
10. Культура клітин у медичній вірусології (Навчально-методичний посібник, 2015).
11. Вірусологія (Навчальний посібник, 2015).